# Nadia Ayad
Nadia Mohammed Elmassalami Ayad é uma cientista brasileira formada em engenharia de materiais pelo Instituto Militar de Engenharia (IME), atualmente cursando o doutorado na Universidade da Califórnia. Em 2016, ganhou o prêmio internacional Global Graphene Challenge Competition.

## Biografia
Seus pais têm origem sudanesa, e tanto eles quanto seu irmão possuem carreira acadêmica.
Ingressou na graduação no IME em 2011. Nos anos de 2014 e 2015, participou do programa Ciência sem Fronteiras, com apoio do CNPq, e passou um ano na Universidade de Manchester, Reino Unido, ocasião em que trabalhou com Ciência de Biomateriais e Engenharia de Tecidos. Fez estágio na Imperial College London trabalhando com um polímero que pode ser utilizado para substituir válvulas cardíacas.
Nadia propôs um sistema de filtragem e dessalinização de água econômico utilizando grafeno. Segundo ela, esse é um problema atual e importante, devido a poluição, o aquecimento global e os crescentes índices de urbanização, que podem dificultar cada vez mais o acesso à água potável. Por essa pesquisa, em 2016, foi agraciada com o prêmio internacional Global Graphene Challenge Competition 2016, promovido pela empresa sueca Sandvik Coromant.
Ao concluir a graduação, optou por se inscrever em programas de doutorado direto, sem passar pelo mestrado, e em 2017 ingressou em um programa de Doutorado em Bioengenharia, na Universidade da Califórnia.